# جنگ هند و چین

جنگ هند و چین جنگی بود که در سال ۱۹۶۲ بین دو کشور هند و جمهوری خلق چین روی داد. بهانهٔ آغاز جنگ مناقشه‌های مرزی دربارهٔ منطقهٔ اقصی در هیمالیا بود ولی موارد دیگری در این امر نقش داشتند. پس از اینکه هند در سال ۱۹۵۹ به چهاردهمین دالایی لاما پناهندگی داد درگیری‌های مرزی خشونت‌باری بین دو کشور صورت گرفت. در پاسخ به این درگیری‌ها هند به استراتژی‌ای موسوم به «سیاست رو به جلو» روی آورد که در آن هند روی مرزش با چین تعدادی برج دیده‌بانی ساخت. برخی از این برج‌های دیده‌بانی شمال خط مک‌ماهون (مرز بین هندوستان و چین است که در سال ۱۹۱۴ با توافق چین، تبت و بریتانیا تعیین شده بود) قرار داشتند. خط مک‌ماهون بخش شرقی خط کنترل واقعی بود که نخست‌وزیر جمهوری خلق چین چو ان‌لای در ۱۹۵۹ آن را مرز مؤثر کشورهای هند و چین دانسته بود.
پس از آنکه مذاکرات سیاسی دربارهٔ حل اختلافات در مرز ۳٬۲۲۵ متری دو کشور در هیمالیا به در بسته خورد، چین در ۲۰ اکتبر ۱۹۶۲ و همزمان با بحران موشکی کوبا دست به حملاتی همزمان در لداخ و آنسوی خط مک‌ماهون زد. نیروهای چینی در هر دو جبههٔ جنگ بر نیروهای هندی غالب آمدند و رزانگ لا در جبههٔ غربی و تاوانگ در جبههٔ شرقی را اشغال کردند. جنگ در نهایت در ۲۰ نوامبر ۱۹۶۲ با اعلان آتش‌بس از سوی چین و بیان این امر پایان یافت که چین به «خط کنترل واقعی» اش باز خواهد گشت.
عمدهٔ درگیری‌های جنگ در شرایط سخت کوهستانی و ارتفاع بالای ۴٬۰۰۰ متر صورت گرفت. در این جنگ همچنین هیچ‌یک از دو طرف از نیروهای هوایی یا دریایی خود استفاده نکردند.
همزمانی جنگ هند و چین با بحران ۱۳ روزهٔ موشکی کوبا بین آمریکا و شوروی (۱۶–۲۸ اکتبر ۱۹۶۲) باعث شد رئیس جمهور آمریکا جان اف. کندی درخواست جواهر لعل نهرو مبنی بر ارسال کمک‌های نظامی به هند را رد کند.